# Rho Lupi
Désignations
Rho Lupi (ρ Lupi / ρ Lup), est une étoile de la constellation australe du Loup. Elle est visible à l'œil nu avec sa magnitude apparente de 4,05. L'étoile présente une parallaxe annuelle de 10,32 millisecondes d'arc mesurée par le satellite Hipparcos, ce qui permet d'en déduire qu'elle est distance d'environ ∼ 316 a.l. (∼ 96,9 pc) de la Terre.

## Environnement stellaire
Rho Lupi est membre du sous-groupe Haut-Centaure Loup de l'association Scorpion-Centaure, qui est l'association d'étoiles massives de types O et B la plus proche du Système solaire. Elle ne possède pas de compagnon connu auquel elle serait liée au sein d'un système binaire.

## Propriétés
Rho Lupi est une étoile bleu-blanc de la séquence principale de type spectral B3/4 V. Âgée de seulement 44 millions d'années, elle tourne sur elle-même à une vitesse de rotation projetée de 166 km/s. Cela donne à l'étoile une forme aplatie (oblate) avec un bourrelet équatorial qu'on estime être 6 % plus grand que son rayon polaire. Sa masse est estimée être 4,66 fois supérieure à celle du Soleil et son rayon est environ 3,4 fois plus grand que le rayon solaire. L'étoile est 365 fois plus lumineuse que le Soleil et sa température de surface est de 15 947 K.

## Variabilité
Rho Lupi est une étoile de type B à pulsation lente suspectée ; c'est une microvariable d'une période de 10,7 heures et variant avec une amplitude de 0,0046 magnitude.